# 1039 Зоннеберґа
1039 Зоннеберґа (1039 Sonneberga) — астероїд головного поясу, відкритий 24 листопада 1924 року.
Тіссеранів параметр щодо Юпітера — 3,369.
Названо на честь Зоннеберзької обсерваторії — професійної астрономічної обсерваторії в місті Зоннеберг, Німеччина.